# IX Congresso panrusso dei Soviet
Il IX Congresso panrusso dei Soviet si tenne a Mosca dal 23 al 28 dicembre 1921. Vi parteciparono 1991 delegati, 1630 con diritto di voto, tra i quali 1522 bolscevichi. Il 39% era costituito da operai, il 20% da contadini, il 32,5% da colletti bianchi, e l'8,5% da altri gruppi.

## Risultati delle elezioni[1]
Le elezioni per il Congresso panrusso dei Soviet si tennero in primavera, separate dal X Congresso del Partito Comunista Russo (bolscevico). Ci furono alcune tensioni a causa della rivolta dei marinai di Kronštadt, delle azioni dell'opposizione operaia e monarchica e del fallimento di una rivoluzione comunista in Germania, mentre continuava incessantemente la guerra civile.
Siccome i bolscevichi erano stati ridimensionati alle ultime elezioni, il governo sovietico si vide costretto ad agire, per cui cercò di attirare gli investimenti stranieri con trattati di cooperazione col Regno Unito, con la Persia e l'Afghanistan, nazionalizzò le moschee in Crimea ed iniziò ad attuare la Nuova Politica Economica. Mentre i tentativi di politica estera da parte del governo sovietico portarono ad un aumento del riconoscimento internazionale, altre imprese fallirono. Le elezioni videro la partecipazione di molti candidati dell'opposizione.
| Liste  | Liste                                | Voti | %     | Seggi |
| ------ | ------------------------------------ | ---- | ----- | ----- |
|        | Partito Comunista Russo (bolscevico) |      | 93,37 | 1522  |
|        | Altri partiti e indipendenti         |      | 6,63  | 108   |
| Totale | Totale                               |      | 100   | 1630  |

## Svolgimento[1]
All'ordine del giorno vi era il rapporto del Comitato Esecutivo Centrale panrusso e del Consiglio dei commissari del popolo sulla politica interna ed estera della Repubblica, fatto da Lenin. Vi furono discorsi sull'aiuto alla popolazione colpita dalla fame (da parte di Michail Ivanovič Kalinin), sui risultati preliminari della NEP (da parte di Kamenev), sulla condizione dell'industria (da parte di Aleksandr Aleksandrovič Bogdanov), sulla ricostruzione dell'agricoltura (da parte di Nikolaj Osinskij), sulle cooperative (da parte di Lev Mikhailovich Khinchuk), sulle finanze e sul budget (da parte di Krestinskij), sulla costruzione dell'Armata Rossa (da parte di Trotsky), e sulla costruzione dello Stato sovietico (da parte di Timofei Sapronov). L'ultimo punto era l'elezione del Comitato Esecutivo Centrale panrusso.
Sotto suggerimento del Consiglio dei Commissari del Popolo (Sovnarkom), il Congresso esaminò il decreto sull'elettrificazione, ed ascoltò un rapporto da parte di Gleb Krzhizhanovsky. Ascoltato il rapporto di Lenin, il Congresso approvò la politica interna ed estera del governo sovietico. Le risoluzioni sull'aiuto della popolazione colpita dalla fame indicarono misure da intraprendere nella lotta contro la fame. I delegati espressero gratitudine agli operai dei Paesi esteri e a Fridtjof Nansen per l'aiuto fornito alle vittime della fame.
Il Congresso riassunse i risultati della NEP per i primi dieci mesi del 1921 e riconobbe il primo obiettivo nello sviluppo dell'agricoltura. Furono delineate delle misure per assicurare una crescita della produzione agricola, ad esempio l'organizzazione del credito agricolo a lungo termine e lo sviluppo di una circolazione più rapida. Fu garantito ai villaggi (Obščina) il diritto di disporre liberamente della propria terra in qualunque forma (cooperativa, comunale o chutor). I delegati approvarono le direttive per la ricostruzione delle industrie del carbone, del petrolio e metallurgiche, e per la produzione di beni di consumo di massa. Il 28 dicembre fu approvato il decreto del Consiglio dei Commissari del Popolo "Sull'elettrificazione", insieme con l'adozione delle Istruzioni di Lenin sulle Questioni dell'Attività Economica, che riassunse le nuove politiche economiche sotto la NEP. La risoluzione sulle finanze, elaborata da Lenin, e sul budget, che includeva dei punti sul rafforzamento del tasso di cambio del rublo e sulla limitazione dell'emissione di cartamoneta, fu approvata dal Congresso. Nella sua risoluzione sull'Armata Rossa e sulla flotta, il Congresso approvò una riduzione delle forze armate e delineò dei provvedimenti per rafforzare l'esercito e migliorarne la preparazione. I tentativi da parte dello Stato sovietico di stabilire e rafforzare relazioni pacifiche coi Paesi confinanti ricevettero un'approvazione totale nella Dichiarazione sulla Situazione Internazionale della Repubblica Socialista Federativa Sovietica Russa. Il Congresso elesse un Comitato esecutivo centrale formato da 386 membri permanenti e 127 candidati, che per la prima volta includeva rappresentanti dalla Georgia, dall'Azerbaigian e dall'Armenia.